# Tmpfs
Tmpfs — временное файловое хранилище во многих Unix-подобных ОС. Предназначена для монтирования файловой системы, но размещается в ОЗУ вместо физического диска. Подобная конструкция является подобной RAM-диску.

## Семантика
Все данные в tmpfs являются временными в том смысле, что ни одного файла не будет создано на жёстком диске. После перезагрузки все данные, содержащиеся в tmpfs, будут утеряны.
Память, используемая для временной файловой системы, варьируется в размерах в зависимости от количества размещённых файлов в ней и может быть расширена за счёт swap. Многие Unix-подобные ОС используют tmpfs по умолчанию для размещения /tmp или для разделения памяти. Это можно увидеть в выводе команды df, например:
```
Filesystem            Size  Used Avail Use% Mounted on
tmpfs                 256M  688K  256M   1%  /tmp
```

## Реализации

### SunOS/Solaris
SunOS 4 включала ранние разработки tmpfs; она впервые появилась в SunOS 4.0 в конце 1987, вместе с новым ортогональным управлением адресным пространством, что позволяло разместить любой объект в памяти.
В Solaris /tmp размещалась в tmpfs, что стало стандартом в Solaris 2.1, вышедшей в ноябре 1994. Вывод команды df в Solaris показывал swap как файловую систему любого tmpfs раздела:
```
 # df -k
 Filesystem  kbytes  used   avail capacity  Mounted on
 swap        601592     0  601592     0%    /tmp/test
```

### Linux
tmpfs стал поддерживаться Linux с версии 2.4. В ней tmpfs (также известная как shmfs) отличается от Linux RAM-диска динамическим выделением памяти и перемещением неиспользуемых страниц в swap. RAMfs наоборот, не использует swap (это может быть как преимуществом, так и недостатком). Вдобавок, MFS и некоторые старые версии RAMfs, не изменяли свой размер динамически, а оставались того размера, как были примонтированы.
Использование tmpfs, например:
```
mount -t tmpfs -o size=1G,nr_inodes=10k,mode=0700 tmpfs /space
```

которая будет возрастать до 1 GiB с 10240 инодами в ОЗУ/swap и доступная только владельцу каталога /space. Максимальный размер файловой системы может быть изменён «на лету», например:
```
mount -o remount,size=2G /space
```

В tmpfs могут быть размещены любые каталоги, хранящие временные данные, удаляемые при перезагрузке системы: /var/lock, /var/run, /tmp и др. Кроме того, для уменьшения количества дисковых операций (в целях максимального повышения производительности системы или экономии ресурса твердотельных накопителей) в tmpfs иногда размещают каталоги, которые обычно хранят данные между перезагрузками, например, /var/tmp (этот каталог нередко очищается, хотя рекомендовано этого не делать) или каталоги кэширования некоторых программ (интернет-браузеров).

### BSD
tmpfs была реализована в NetBSD версии 4.0, 10 сентября 2005. В FreeBSD 7.0 появилась портированная из NetBSD tmpfs. В DragonFly BSD, с версии 2.5.1, тоже имеется портированная из NetBSD реализация tmpfs.

### Microsoft Windows
В Windows имеется приблизительный аналог tmpfs в виде «временных файлов». Файлы, созданные с атрибутом FILE_ATTRIBUTE_TEMPORARY и флагом FILE_FLAG_DELETE_ON_CLOSE размещаются в ОЗУ и записываются на жёсткий диск только если системе не хватает оперативной памяти. Таким образом, «временные файлы» аналогичны tmpfs, за исключением того, что при нехватке памяти они записываются по указанному при их создании пути, а не в файл подкачки. Этот метод часто используется на серверах с TransmitFile для подготовки контента и его буферизацией перед отправкой клиенту.